# Вертова
Вертова (итал. Vertova) — коммуна в Италии, располагается в регионе Ломбардия, подчиняется административному центру Бергамо.
Население составляет 4701 человек, плотность населения составляет 313 чел./км². Занимает площадь 15 км². Почтовый индекс — 24029. Телефонный код — 035.
Покровителем населённого пункта считается святой апостол и евангелист Марк. Праздник ежегодно празднуется 25 апреля.